# Torreon, Torrance County, New Mexico
Torreon är en ort i Torrance County i delstaten New Mexico, USA.